# Nemesmartonfala
Nemesmartonfala (1899-ig Martonfalva, szlovákul Martinová) község Szlovákiában, a Besztercebányai kerület Rimaszombati járásában.

## Fekvése
Rimaszombattól 16 km-re délkeletre, a Rima folyó bal partján fekszik.

## Története
1427-ben az adóösszeírásban "Martonfalva" néven említik először, amikor a Jeneyek 14 portát bírtak a településen. Nevének előtagját az alapján kapta, hogy lakosainak többsége nemes volt. A 17. században előbb a török, majd Thököly hadai pusztították el. A falu temploma 1760-ban épült. 1773-ban 13 jobbágy és 5 zsellércsalád élt itt. 1828-ban 51 háza és 351 lakosa volt, akik főként mezőgazdasággal foglalkoztak.
Vályi András szerint: "MÁRTONFALVA. Magyar falu Gömör Várm. földes Urai több Urak, lakosaik katolikusok, és reformátusok, fekszik Dobócznak szomszédságában, mellynek filiája, határja ha trágyásztatik gabonát termő, piatzozása 1, 4, 5 mértföld van."
Fényes Elek szerint: "Martonfalva, magyar falu, Gömör és Kis-Honth egyesült vármegyékben, Rima-Szécshez 1/2 mfdnyire: a Rima mellett, 48 kath., 359 ref. lak., kiknek több felénél nemes. Ref. anyaszentegyház. Jó föld, rét és legelő. Ut. posta Putnok."
Gömör-Kishont vármegye monográfiája szerint: "Mártonfalva, rimamenti magyar kisközség, 76 házzal és 285, túlnyomó számban ev. ref. vallású lakossal. E község mai nevén 1427-ben a Jeney család birtoka. 1467-ben a vizslási Barócz család a földesura. Később a község lakosai nemesi szabadalmakat nyernek és azóta a köznemesek a birtokosok. Református temploma 1760 körül épült. A község postája, távírója és vasúti állomása Rimaszécs."
A trianoni diktátumig Gömör-Kishont vármegye Feledi járásához tartozott. 1938 és 1944 között újra Magyarország része.

## Népessége
| Év:            | 1994. | 2004.   | 2014.   | 2024.  |
| -------------- | ----- | ------- | ------- | ------ |
| Emberek száma: | 198   | 197     | 200     | 205    |
| Eltérés:       |       | -0,50 % | +1,52 % | +2,5 % |

| Év:            | 2023. | 2024.   |
| -------------- | ----- | ------- |
| Emberek száma: | 209   | 205     |
| Eltérés:       |       | -1,91 % |

1880-ban 307 lakosából 289 magyar, 4 szlovák, 8 más anyanyelvű és 6 csecsemő lakta; ebből 226 református, 67 római katolikus és 14 zsidó.
1910-ben 278 magyar lakosából 224 református, 49 római katolikus, 4 zsidó és 1 evangélikus vallású.
2001-ben 199 lakosából 135 magyar, 31 cigány és 26 szlovák.
2011-ben 230 lakosából 127 magyar, 48 cigány és 40 szlovák.
2021-ben 223 lakosából 101 magyar (45,3%), 82 cigány, 27 szlovák, 1 cseh, 12 ismeretlen nemzetiségű.

## Nevezetességei
- Református temploma 1760-ban épült későbarokk stílusban, 1960-ban és 1995-ben megújították.

## Híres emberek
- Itt született 1840-ben Csizi János református lelkész, költő.
- Itt született 1878-ban Friedrich Endre tanár, történetíró, a Magyar Történelmi Társulat és a Magyar Pedagógiai Társaság tagja. Pedagógiai és történeti művek szerzője.